# Checkpoint Charlie (album)
Checkpoint Charlie er det tiende studiealbum fra den danske rockmusiker Johnny Madsen, udgivet i 1999.

## Numre
1. "Checkpoint Charlie" – 03:23
2. "Pothouse Hotel" – 04:07
3. "Meg Ryan's aftenvals" – 03:34
4. "Grand Menu" 03:40
5. "Country sauerkraut med fede grise og Sharon Stone" – 03:58
6. "Shine" – 03:29
7. "Pestskibet" – 03:06
8. "Coney" – 04:14
9. "Dronningens Boulevard" – 02:30
10. "Glasmanden" – 03:48
11. "Regnen og vinglasset" – 03:57